# Halmomises lacustris
Halmomises lacustris är en nässeldjursart som beskrevs av von Kennel 1891. Halmomises lacustris ingår i släktet Halmomises och familjen Moerisiidae. Inga underarter finns listade i Catalogue of Life.